# Учительское Товарищество Подкарпатской Руси
Учительское Товарищество Подкарпатской Руси — русофильская организация учителей на Закарпатье, основанная в 1920 году в Ужгороде.
Сначала объединяла и учителей народовского направления, которые в 1930 году отделились и основали Учительского Общества Подкарпатской Руси. Учительской Товарищество Подкарпатской Руси добивалось введения русского языка в школах Закарпатья; издавало журнал «Народная Школа» (1921—1938).
Главные деятели: Василий Шпеник (первый председатель), Михаил Василенков, Павел Федор и др.
В мае 1929 года появилась украинофильская организация «Учительська Громада», которая объединила вышедших из дотоле единой учительской организации в сторонников украинской идеи.